# Alloschizotaenia bipora
Alloschizotaenia bipora är en mångfotingart som beskrevs av Carl Graf Attems 1952. Alloschizotaenia bipora ingår i släktet Alloschizotaenia och familjen storjordkrypare. Inga underarter finns listade i Catalogue of Life.